# 152830 Dinkinesh
152830 Dinkinesh eller 1999 VD57 är en dubbelasteroid i huvudbältet som upptäcktes den 4 november 1999  av LINEAR i Socorro County, New Mexico. Den är uppkallad efter urtidsmänniska Lucy.
Den 1 november 2023 flög den amerikanska rymdsonden Lucy förbi asteroiden på ett avstånd av endast 425 km. Under förbiflygningen upptäcktes att asteroiden har en månen, den fick senare namnet Selam. Månen har en diameter på ungefär 220 meter.